# Wereldbeker schaatsen 2007/2008 - Wereldbekerfinale
De negende wedstrijd en tevens finale van de Wereldbekerwedstrijden langebaanschaatsen in het seizoen 2007-2008 vond plaats op 22, 23 en 24 februari 2008 in het ijsstadion Thialf in Heerenveen.
De wereldbekercyclus werd op alle afstanden hier afgesloten en er waren ook bonuspunten te verdienen.

## Programma
| Programma                 |                                                                                       |
| Datum                     | Onderdeel                                                                             |
| vrijdag 22 februari 2008  | 1e 500m mannen 1e 500m vrouwen 1500m mannen 3000m vrouwen                             |
| zaterdag 23 februari 2008 | 2e 500m mannen 2e 500m vrouwen 5000m mannen 1500m vrouwen                             |
| zondag 24 januari 2008    | 100m vrouwen en mannen 1000m vrouwen en mannen Ploegenachtervolging vrouwen en mannen |

## Uitslagen

### Mannen
| afstand              | Goud               | Zilver         | Brons              |
| -------------------- | ------------------ | -------------- | ------------------ |
| 100m                 | Joji Kato          | Lee Kang-Seok  | Maciej Ustynowicz  |
| 1e 500m              | Jeremy Wotherspoon | Joji Kato      | Lee Kyou-Hyuk      |
| 2e 500m              | Jeremy Wotherspoon | Joji Kato      | Dmitry Lobkov      |
| 1000m                | Shani Davis        | Denny Morrison | Simon Kuipers      |
| 1500m                | Shani Davis        | Denny Morrison | Enrico Fabris      |
| 5000m                | Sven Kramer        | Enrico Fabris  | Wouter Olde Heuvel |
| Ploegenachtervolging | Nederland          | Canada         | Rusland            |

### Vrouwen
| afstand              | Goud                 | Zilver               | Brons                             |
| -------------------- | -------------------- | -------------------- | --------------------------------- |
| 100m                 | Jenny Wolf           | Judith Hesse         | Shihomi Shinya                    |
| 1e 500m              | Jenny Wolf           | Lee Sang-Hwa         | Marianne Timmer Annette Gerritsen |
| 2e 500m              | Jenny Wolf           | Lee Sang-Hwa         | Svetlana Kaykan                   |
| 1000m                | Anni Friesinger      | Paulien van Deutekom | Shannon Rempel                    |
| 1500m                | Paulien van Deutekom | Ireen Wüst           | Kristina Groves                   |
| 3000m                | Martina Sáblíková    | Ireen Wüst           | Renate Groenewold                 |
| Ploegenachtervolging | Canada               | Duitsland            | Japan                             |